# سيدي قادة
سيدي قادة، بلدية بدائرة تيغنيف ولاية معسكر الجزائرية.

## التسمية
تغير اسم المدينة من كاشرو إلى سيدي قادة عام 1967

## الموقع الجغرافي
تقع في الشمال الغربي للجزائر بالتحديد جنوب شرق مقر ولاية معسكر.
موقعها يتوسط كل من شريط سهل غريس وجبال نسمط.على خط عرض 35.3194440 وخط الطول 0.3561110.
مساحتها
تبلغ مساحتها 62.02 كم²
حدودها
- من الشمال: بلدية تغنيف وبلدية ماوسة
- من الغرب بلدية مطمور وبلدية سيدي بوسعيد
- ومن الشرق بلدية الهاشم
- ومن الجنوب بلدية نسموط وبلدية المحاميد.

## التوزيع السكاني
يبلغ عدد سكانها حوالي 20600 نسمة (2008) و17.843 (2012). موزعين على النحو التالي:
- سيدي قادة مركز
- أزملة سيدي محي الدين (القرية الفلاحية)
- سيدي سالم
- عبابسة
- الزاوية
- زقاعقية
- مناصرية
- أولاد موسى
- أولاد الحاج دحو
- أولاد عبد الرحمان
- أولاد أحسن
- أولاد يخلف
- حزازطة

إضافة إلى:
- دوار أولاد بوزيان (يبعد عن بلدية نسموط 5 كم)
- دوار الحوايات (أولاد عباس)
- قرية الأمير عبد القادر (دوار سيدي قادة سابقا)

## التعليم
الابتدائيات
10 مدارس ابتدائية (4 داخل البلدية، 6 في المناطق المجاورة)
- مدرسة الأمير عبد القادر
- مدرسة محمد بوضياف
- مدرسة بعطوش القليل
- مدرسة سحنون محمد
- مدرسة قرية الأمير عبد القادر
- مدرسة القرية الفلاحية (زمالة سيدي محيي الدين)
- مدرسة دوار أولاد عبد الرحمان
- مدرسة دوار أولاد بوزيان
- مدرسة دوار سيدي سالم
- مدرسة دوار الحوايات

المتوسطات
- متوسطة مفدي زكريا
- متوسطة هواري بومدين
- متوسطة سيدي قادة الجديدة

التعليم الثانوي
- ثانوية الأمير عبد القادر

## رؤساء البلدية منذ الاستقلال
- بورقبة جلول 1962
- دحماني أحمد بخدة 1962 – 1963
- بوسعادة بلقاسم 64-69
- البشير بن عيسى 69-74
- بورياحي مصطفى 74-79
- أحسن الجيلالي 79* 84
- بعطوش عبد القادر 84 – 89
- سالمي محمد 90 * 92
- مريني دحو 92-94
- غالمي محمد 94
- شلابي بن عاشور 95
- غالمي الحاج 1995 – 1996
- عبو الميلود 1996-97
- غالمي محمد زلماط 97-2002
- دحماني محي الدين 2002-2007
- بعطوش سعيد 2007 – إلى اليوم

## أهم الشخصيات التي زارت سيدي قادة
- الأمير خالد حفيد الأمير عبد القادر 1913
- الحاكم العام الفرنسي للجزائر ناجلان 20/10/1949
- الإدريسي الجزائري أحد أحفاد الأمير عبد القادر 1984

## الاقتصاد
يغلب على المنطقة طابع الفلاحة خاصة زراعة الحبوب والخضر على مختلف أنواعها من البطاطا البصل الطماطم...الخ
بالإضافة إلى أشجار الزيتون واللوز التي تغطي جبال المنطقة.
اما الصناعة فهي تكاد منعدمة بوجود مصنعين في المنطقة مصنع يختص في صناعة البلاط و اللذي اغلق منذ فترة و مصنع رقائق البطاطا المعروف ب دينا شيبس بالإضافة إلى المحجرة.

## السياحة
تعتبر سيدي قادة من أهم المناطق السياحية لولاية معسكر.باعتبارها تضم مواقع وأثار تاريخية لمؤسس الدولة الجزائرية الأمير عبد القادر.
فزمالة الأمير المتواجدة في هضبة سيدي قادة على الطريق الوطني رقم 14 والتي كانت مدرسة قرأنية درس فيها الأمير وترعرع بها وبجوارها حمام الأمير بالإضافة إلى صومعة الأمير وصور يحيط بها يعود لتلك الفترة(بداية القرن 19) بني في تلك الفترة.
وعلى بعد 5 كلم من زمالة الأمير تقع قرية الأمير عبد القادر التي تضم ضريح الشيخ : سيدي قادة الجد السادس للأمير عبد القادر الجزائري وضريح سيدي أحمد المختار المعروف بسيدي قادة بلمختار الجد السابع للأمير وضريح الأمير سيدي محي الدين والد الأمير عبد القادر وبجواره الأمير محمد أخ الأمير عبد القادر. هذه الأضرحة بناها الأمير خالد حفيد الأمير سنة 1913م.